# Jigsaw (Lady Sovereign)
Jigsaw è il secondo album della rapper britannica Lady Sovereign, pubblicato il 6 aprile 2009.
Si compone di dieci canzoni, tra le quali I Got You Dancing e So Human, i primi due singoli estratti.

## Tracce
1. Bang Bang
2. Food Play
3. Guitar
4. I Got the Goods
5. I Got You Dancing
6. Jigsaw
7. Let's Be Mates
8. Pennies
9. So Human
10. Student Union